# 勺
勺（しゃく）は、尺貫法における体積の単位である。
合の10分の1、升の100分の1と定義される。日本では1升＝約1.8039リットルであるので、1勺は約18.039ミリリットル、中国では1升＝1リットルであるので、1勺は10ミリリットルとなる。
「勺」は元々、古代中国における、小さなコップの口縁に長い柄のついた酒をくむ用器のことであり、その容積が勺という単位となった。なお、柄が器の横または底部近くについたものを斗と言い、これは水をくむ用器であった。勺は升・合と関連づけられてその100分の1、10分の1とされた。
勺の更に10分の1の単位は、抄または才という。
近代の中国では、常用されていない単位であるが、メートル法での10mLに当たるセンチリットル（cL）に「勺」の字を当て「公勺」と称していたことがあり、市制の「市勺」も同じ値である。

## 面積の単位
合が面積の単位である坪（歩）の10分の1の意味にも使われるようになったので、勺も面積単位の合の10分の1（坪の100分の1）としても使われるようになった。

## 長さの単位
登山道の目安としての合の10分の1も勺という。ただし、これについては、同じ読みの長さの単位である尺（しゃく）と混同され、「八合五勺」と書くべきところを「八合五尺」と書かれているものも少なくない。